# يوسف محمد (لاعب كرة قدم قطري)
يوسف محمد علي (مواليد 27 سبتمبر 2002، لاعب كرة قدم قطري يجيد اللعب كلاعب وسط مع نادي قطر في دوري نجوم قطر.

## روابط خارجية
- يوسف محمد علي (لاعب كرة قدم قطري) على موقع قاعدة بيانات كرة القدم.إي يو (الإنجليزية)
- يوسف محمد علي (لاعب كرة قدم قطري) على موقع عالم كرة القدم.نت (الإنجليزية)
- يوسف محمد علي (لاعب كرة قدم قطري) على موقع كووورة